# Noordtunnel
De Noordtunnel is de tunnel in de autosnelweg A15 onder de Noord en verbindt de Alblasserwaard met Ridderkerk en Hendrik-Ido-Ambacht.
De Noordtunnel is opgeleverd in 1989 en geopend in 1992. De tunnel vervangt sindsdien grotendeels de Brug over de Noord. Die brug, waarover tegenwoordig de N915 loopt is in gebruik voor lokaal verkeer. Zij dient tevens als omleiding voor gevaarlijke transporten die niet door de tunnel mogen.
Aan de "Ambachtse" kant van de tunnel, ook wel de groene ingang genoemd, bevindt zich een beheerscentrum voor deze tunnel en voor diverse bruggen in de omgeving. Bij opening van de tunnel in vol bedrijf, inmiddels is dit centrum ook alweer verplaatst naar een nog groter centrum. De andere kant van de tunnel wordt gekenmerkt door een lange betonnen bak die als inrit fungeert. Dit is deels gedaan om het lokale verkeer in en om Alblasserdam mogelijk te maken.
Vanwege het belang van de beschikbaarheid zijn alle ruimten in de dienstgebouwen met vitale delen, die niet binnen een dag vervangen kunnen worden, voorzien van een blusgassysteem.

## Techniek
De tunnel werd gebouwd door een samenwerkingsverband van verschillende grote aannemingsbedrijven, zoals Ballast Nedam, Van Hattum en Blankevoort, Dirk Verstoep en Hollandse Beton en Waterbouw.
De eigenlijke tunnel bestaat uit vier tunnelelementen, drie stuks van 130 meter en een van 100 meter lengte. Deze werden in anderhalf jaar tijd gebouwd in Bouwdok Barendrecht, vlak bij de Heinenoordtunnel. Eind februari 1989 sloeg minister Neelie Smit-Kroes de eerste paal. Nadat de ruwbouw van de vier tunnelelementen voltooid was, werden de tunneldelen via Oude Maas, Nieuwe Maas en Noord, geëscorteerd door 7 sleepboten, in ongeveer 15 uur over een afstand van 50 kilometer naar Hendrik Ido Ambacht gevaren, waar ze werden afgebouwd. Voor het afzinken in de rivier was eerst een diepe geul gemaakt, waarin de elementen werden afgezonken en waterdicht aan elkaar werden verbonden. De tunnel werd vervolgens met zand en grint 'ingepakt'. Het zandbed boven het dak van de tunnel kwam daarmee op hetzelfde niveau als de bestaande rivierbedding.
Nadat de tussenschotten van tunnelelementen waren verwijderd en kon ook van binnen de afwerking beginnen. Een officieel moment was er toen de burgemeesters van Ambacht en Alblasserdam in januari 1991 het laatste schot mochten verwijderen en elkaar op 14 meter diepte konden begroeten.
Behalve de tunnel moesten ook de nodige bijkomende werken worden gemaakt, waaronder een aantal viaducten. Aan de Ambachtse kant van de tunnel kwamen de dienstengebouwen, waaronder het centrale controlegebouw. Hier kreeg alle apparatuur een plaats.
Eind 1991 was het werk zover gereed dat de tunnel op 26 oktober 1991 kon worden geopend voor het publiek. Ongeveer 200.000 mensen kwamen hierop af en vormden een lange voetgangersfile door de tunnel, waarin die dag één der grootste braderieën van Nederland werd georganiseerd. Zaterdag 25 januari 1992 werd de tunnel feestelijk geopend door toenmalig minister Hanja Maij-Weggen.

## Financiering
De aanleg en exploitatie van de tunnel werd gefinancierd door een consortium van de Postbank en de Franse Société Générale. Op 30 december 1988 werd het contract voor de aanleg, onderhoud en financiering voor de tunnel ondertekend. De financieringsafspraken lopen dertig jaar. Dat betekent dat het eigendom na die periode wordt overgedragen aan het Rijk. De tunnel is dan inmiddels aan een grootschalige renovatie toe. Het consortium schoot het benodigde bedrag van 300 miljoen gulden voor. Het krijgt zijn geld terug via een systeem van elektronische tolheffing, een vergoeding per passerend voertuig, "road pricing" genoemd.
Het hele project kostte ruim 480 miljoen gulden (218 miljoen euro). De kale tunnel alleen was ca. 150 miljoen (68 miljoen euro). De tunnel is in beheer bij het Ministerie van Infrastructuur en Waterstaat, de facto bij Rijkswaterstaat. De exploitatiemaatschappij, als eigenaar van de opstal, heeft het bezit verzekerd. Het onderhoud is door de eigenaren uitbesteed aan Rijkswaterstaat tegen een vaste, geïndexeerde vergoeding.
Er is een alternatief beschikbaar. Naast de Noordtunnel ligt de Alblasserdamse brug. Die werd anno 2017 dagelijks door ruim 17.000 voertuigen gebruikt. Voor alle passages door de tunnel, ook voor  die bij onderhoud via de alternatieve route plaatsvinden, wordt 24/7 een bedrag per passerend voertuig afgedragen. Dit leidt ertoe dat onderhoud in de stille uren kan plaatsvinden door buisafsluiting en dat de exploitatie daarbij niet wordt geschaad.
In 1990 maakten dagelijks 67.000 motorvoertuigen gebruik van de brug. Nadat de tunnel vier jaar open was bleek al dat er beduidend meer verkeer van de tunnel gebruik maakte dan waarop was gerekend. De tunnel was eind 2001 al terugverdiend. Toen de tunnel in 2002 tien jaar open was, werd deze dagelijks gemiddeld door 92.000 auto’s gebruikt. De staat moet echter nog zeker tot december 2021 blijven betalen. In 2013 werd verwacht dat de tunnel aan het einde van de contractperiode voor het consortium circa 355 miljoen euro op zal hebben gebracht. In 2015 reden er iedere dag meer dan 100.000 auto’s doorheen.

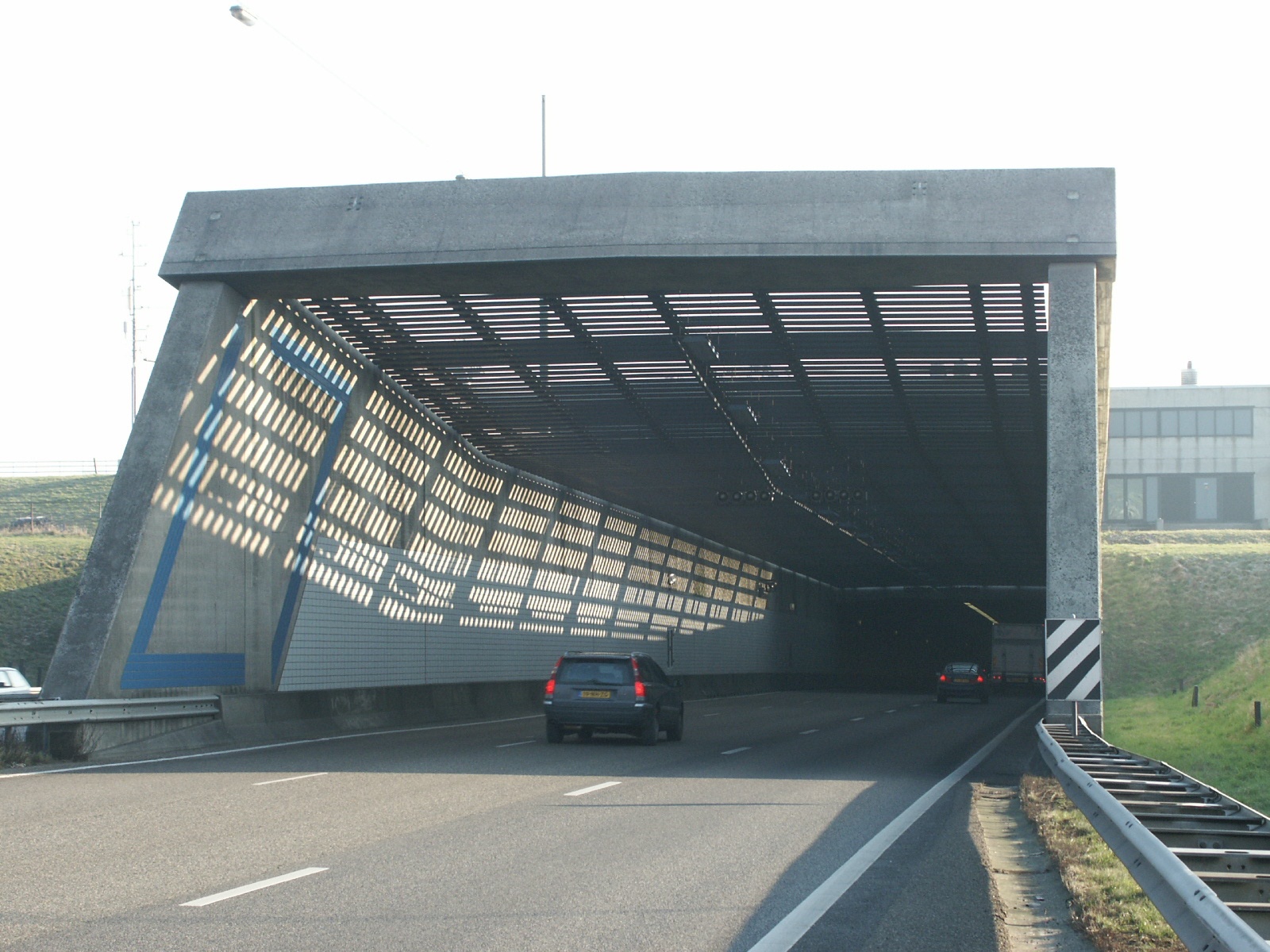
Inrit van de Noordtunnel
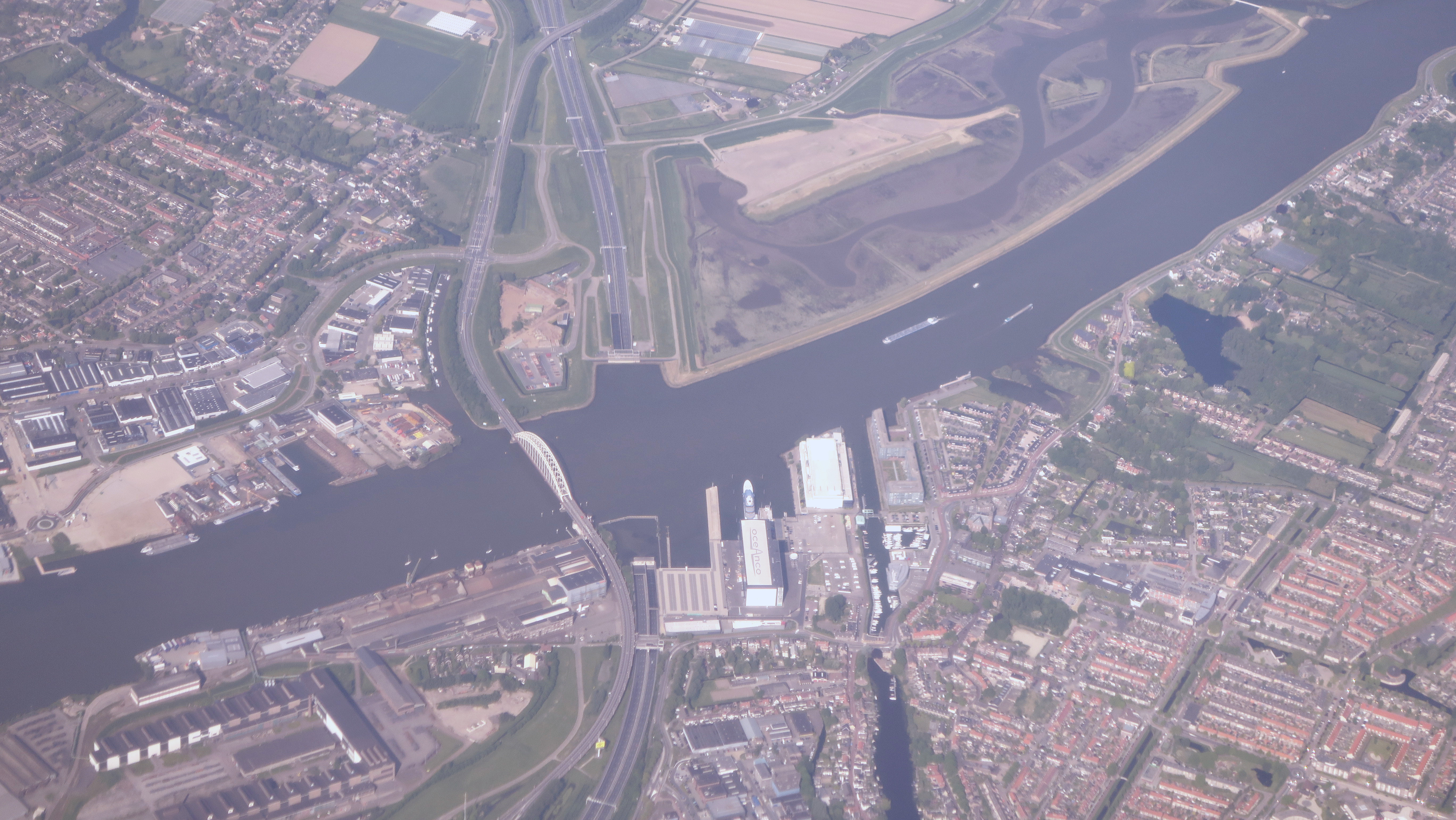
De Noordtunnel, gezien naar het westen in mei 2017